# نگروشنو
نگروشنو (به لاتین: Nierośno) یک روستا در لهستان است که در گمینا دانبرووا بیاووستوتسکا واقع شده‌است.